# Salorno
Salorno, németül: Salurn, település Olaszországban, Bolzano autonóm megyében. Lakosainak száma 3766 fő (2023. január 1.). Salorno Cembra Lisignago, Cortina sulla Strada del Vino, Egna, Giovo, Mezzocorona, Montagna, Capriana, Altavalle, Rovere della Luna és Magrè sulla Strada del Vino községekkel határos.

## Fekvése
Az Etsch (Adige) folyó völgyében fekvő Salurn a történelmi Tirol legdélebbre fekvő települése. A község déli peremén fekszik a Salurni hegyszoros Salurner Klause), Trentino és Dél-Tirol határvonala, a történelmi német–olasz nyelvi határvonal legdélebbi pontja.

## Népesség
A település népességének változása:
| Lakosok száma | 3793 | 3842 | 3766 |
|               | 2017 | 2018 | 2023 |